# Wapen van Swalmen

Wapen van Swalmen

Het wapen van Swalmen bestaat uit het heerlijkheidswapen van Swalmen in combinatie met het wapen van Gelderland en schildhouder heilige Lambertus van de voormalige gemeente Swalmen.

## Geschiedenis
Het heerlijkheidswapen is het wapen van Seger miles de Swalmen, een jongere zoon van Johan Van Broeckhuysen, waardoor er een barensteel op het hermelijnen schildhoofd geplaatst werd. Het wapen komt voor in het Wapenboek Gelre. Lambertus kwam voor op zegels uit 1613 en 1619. Bij de wapenaanvraag in 1900 werd een ontwerp ingediend met drie lansen op een groene grond, met Lambertus achter het schild. De Hoge Raad van Adel kwam met een voorstel om het wapen van de oudst bekende heren van Swalmen op te nemen, terwijl de gemeente voorkeur had uitgesproken voor een neutraler wapen of recenter geslacht. In 1911 werd het wapen verleend met de oudst bekende heren van Swalmen. De omschrijving luidt:
"In sinopel een hermelijnen schildhoofd, beladen met een barensteel van keel en een gedeeld vrijkwartier : I in azuur een omgewende dubbelstaartige leeuw van goud, gekroond van hetzelfde, getongd en genageld van keel; II in goud een leeuw van sabel, getongd en genageld van keel (Gelderland). Het schild met de linkerhand vastgehouden door de daarachter geplaatste figuur van den heiligen Lambertus, gekleed met eene bischoppelijke dalmatiek van keel, waarover een superhumale van goud, gedekt met een bisschopsmijter van goud, omgeven door eene nimbus van hetzelfde en houdende in de rechterhand eenen bischopsstaf van goud."